# Little Plastic Castle
Little Plastic Castle är den amerikanska singer/songwritern Ani DiFrancos åttonde album från 1998.

## Låtlista
1. "Little Plastic Castle" – 4:03
2. "Fuel" – 4:01
3. "Gravel" – 3:32
4. "As Is" – 4:06
5. "Two Little Girls" – 4:57
6. "Deep Dish" – 3:38
7. "Loom" – 2:51
8. "Pixie" – 4:25
9. "Swan Dive" – 6:28
10. "Glass House" – 5:18
11. "Independence Day" – 3:44
12. "Pulse" – 14:15

## Listplaceringar
- 1998 - 22 på Billboard 200

## Medverkande
- Ani DiFranco - akustisk gitarr, gitarr, slagverk, concertina, trummor, elgitarr, keyboard, sång, bass pedals
- Jon Blondell - trombon
- Andrew Gilchrist - tramporgel
- Jon Hassell - trumpet
- Sara Lee - elbas
- Jerry Marotta - trummor
- Jason Mercer - elbas, kontrabas, sång
- John Mills - barytonsaxofon
- Gary Slechta - trumpet
- Andy Stochansky - trummor, sång, talking drum

## Övrig personal
- Musikproducent - Ani DiFranco
- Ljudtekniker - Bob Doidge, Andrew Gilchrist, Mark Hallman
- Ljudmix - Ani DiFranco, Andrew Gilchrist
- Mastering - Chris Bellman
- Ljudredigering - Marty Lester
- Illustrationer - Ani DiFranco, Adam Sloan
- Fotografi - Asia Kepka, Albert Sanchez